# Niederglatt
Niederglatt é uma comuna da Suíça, situada no distrito de Dielsdorf, no cantão de Zurique. Tem 3,6 km² de área e sua população em 2018 foi estimada em 4.954 habitantes.